# 长腿三强蟹
长腿三强蟹（学名：Tritodynamia longipropodum）为大眼蟹科三强蟹属的动物。在中国大陆，分布于广东、福建等地，生活环境为海水，主要栖息于潮间带沙滩上。